# 欧迪尼库尔
欧迪尼库尔（法語：Audignicourt，法語發音：[odiɲikuʁ]）是法国上法蘭西大區埃纳省的一个市镇，属于拉昂区。

## 地理
欧迪尼库尔（49°28'42"N, 3°8'0"E）面积5.66 平方千米，位于法国上法蘭西大區埃纳省，该省份为法国北部内陆省份，北起北部省，西接索姆省和瓦兹省，东临阿登省和马恩省，西南至塞纳-马恩省，东北部与比利时接壤。
与欧迪尼库尔接壤的市镇（或旧市镇、城区）包括：布莱朗库尔、瓦桑、欧特雷什、楠塞勒。

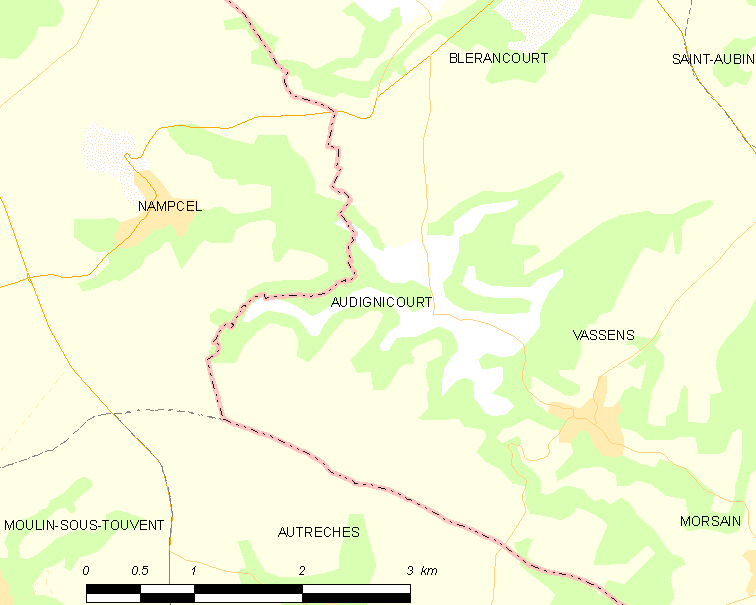
欧迪尼库尔的OSM定位图

欧迪尼库尔的时区为UTC+01:00、UTC+02:00（夏令时）。

## 行政
欧迪尼库尔的邮政编码为02300，INSEE市镇编码为02034。

## 政治
欧迪尼库尔所属的省级选区为埃纳河畔维克县。

## 人口

1962-2008年间欧迪尼库尔人口变化图示

欧迪尼库尔于2022年1月1日时的人口数量为110人。